# District de Vân Canh
Vân Canh est un district de la province de Bình Định dans la région de la côte centrale du Sud du Viêt Nam. 